# 알렉산드라 브레킨리지
알렉산드라 브레킨리지(Alexandra Breckenridge, 1982년 5월 15일 ~ )는 미국의 배우이다.

## 출연 작품

### 영화
- 오렌지 카운티 (2002)
- 빅 팻 라이어 (2002)
- D.E.B.S. (2003) - 단편
- Rings (2005) - 링 DVD 수록 단편
- 쉬즈 더 맨 (2006)
- The Art of Travel (2008)
- Ticket Out (2012)
- 지퍼 (2015, Zipper)
- Dark (2015)
- 올웨이즈 와칭: 어 마블 호네츠 스토리 (2015, Always Watching: A Marble Hornets Story)
- 원 나이트 스탠드: 찢어진 웨딩드레스 (2016, Broken Vows)

### 텔레비전
- 쇼킹 패밀리 (2005-18) - 애니메이션
- Dirt (2007-08)
- The Ex List (2008)
- 라이프 언익스펙티드 (2010)
- 아메리칸 호러 스토리 (2011, 2013)
- Save Me (2013)
- 워킹 데드 (2015-16)
- 디스 이즈 어스 (2017-18, 2020-22)
- 버진리버 (2019-현재)